# Bouillon en een glas port
Bouillon en een glas port is een schilderij door de Nederlandse schilder Alexander Hugo Bakker Korff in het Centraal Museum in Utrecht.

## Voorstelling
Het stelt een oude vrouw voor zittend in een armstoel. Ze heeft haar voeten te rusten gelegd op een voetenbankje en lijkt te zijn ingedommeld. Op een tafeltje naast haar staat een porseleinen terrine en een leeg glaasje. Met haar rechterhand houdt ze de voet van dit glaasje vast. De voorstelling wordt verduidelijkt door een aantekening in het Frans op een etiket op de achterzijde van het schilderij, geschreven door de schilder zelf: ‘Le Soussigné déclare que ce tableau représentant "Un Bouillon et un verre de Port" est peint par lui Leiden le 5 [...] 1865 / AH. Bakker Korff.’ (Ondergetekende verklaart dat dit schilderij, voorstellende "Een bouillon en een glas port", door hemzelf geschilderd is in Leiden op 5 [...] 1865 / AH. Bakker Korff.).

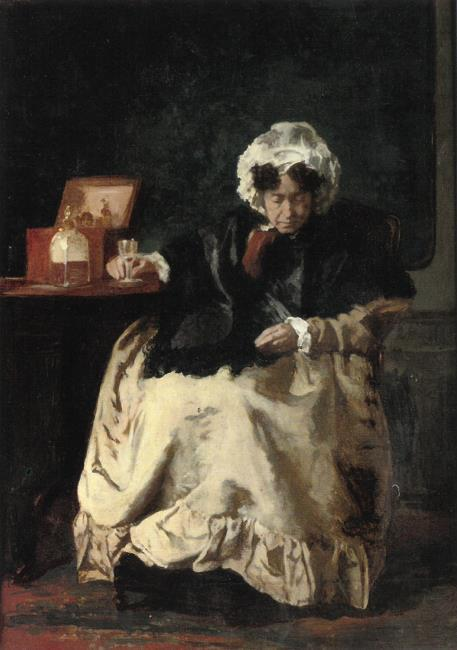
A.H. Bakker Korff. Dame met likeurglaasje. Ca. 1865. Huidige verblijfplaats onbekend.

De oude vrouw is dus ingedut na het drinken van een glaasje port. Dit soort genretaferelen met een ironische ondertoon is typisch voor het werk van Bakker Korff. Volgens het Centraal Museum stond voor de oude vrouw model een zus van de schilder. De vrouw is echter zichtbaar op leeftijd en daarom kan dit ook zijn moeder, Neeltje Stark (1794-1866), geweest zijn. Van het schilderij bestaat een iets grotere variant, Dame met likeurglaasje of Le sieste, dat in 2008 voor het laatst gesignaleerd werd bij veilinghuis Christie's in Amsterdam.

## Toeschrijving en datering
Het schilderij is rechtsonder gesigneerd en gedateerd ‘.A.H. Bakker Korff. f.'65.’.

## Herkomst
Het werk werd in 1910 tentoongesteld als bezit van M.P. Voûte. Het is echter niet duidelijk of het hier gaat om Marie Paul Voûte, senior of Marie Paul Voûte, junior. Later was het – volgens een etiket op de achterzijde – in het bezit van kunsthandel Huinck & Scherjon in Amsterdam. Weer later kwam het in bezit van de zus en broer Josephina en Lambertus van Baaren in Utrecht, die in hun woonhuis, De drie regenbogen aan de Oudegracht, een grote kunstverzameling bijeenbrachten. In 1966 werd het huis De drie regenbogen voor het publiek geopend als Museum Van Baaren. In 1980 sloot dit museum en werd het werk in langdurig bruikleen gegeven aan het Centraal Museum.